# ۲۷۸ (میلادی)
۲۷۸ (میلادی) دویست و هفتاد و هشتمین سال تقویم میلادی است.

## زادگان
- ماکسنتیوس، امپراتور روم

## درگذشتگان
‎